# Horatski Rajon
Horatski Rajon (vitryska: Горацкі Раён, ryska: Горецкий район) är ett distrikt i Belarus.   Det ligger i voblasten Mahiljoŭs voblast, i den nordöstra delen av landet, 230 km öster om huvudstaden Minsk.